# Franciszek Kozłowski
Franciszek Kozłowski (ur. 9 lipca 1904, zm. 2 listopada 1992) – polski działacz partyjny i państwowy, przewodniczący Prezydium Miejskiej Rady Narodowej w Płocku (1944–1945) i prezydent Płocka (1945–1946).

## Życiorys
Działacz Polskiej Partii Robotniczej, wkrótce po wyzwoleniu zasiadał w egzekutywie Komitetu Miejskiego PPR w Płocku. Należał do Armii Ludowej. Od 3 sierpnia 1944 był radnym i przewodniczącym konspiracyjnej Miejskiej Rady Narodowej w Płocku, która ujawniła się 21, 22 lub 23 stycznia 1945. 23 stycznia 1945 został prezydentem Płocka (względnie burmistrzem) w miejsce Cypriana Paczkowskiego, który został aresztowany przez NKWD pod zarzutem współpracy z Gestapo. Krótko był wówczas zatrzymany do wyjaśnienia przez żołnierzy radzieckich. Formalnie powołany na stanowisko włodarza Płocka 21 lutego 1945. Zajmował je do 1946. W późniejszych latach zamieszkał w Pułtusku.
Pochowany na cmentarzu przy parafii pw. św. Mateusza w Pułtusku.